# Kylie Christmas: Snow Queen Edition
Kylie Christmas: Snow Queen Edition е преиздаден албум на австралийската певица Кайли Миноуг от тринадесетия и албум Kylie Christmas. Той е издаден година след оригиналната версия, включвайки шест нови песни.

## Списък с песните

### Оригинален траклист
1. „It's the Most Wonderful Time of the Year“ – 2:44
2. „Santa Claus is Coming to Town“ (с Франк Синатра) – 2:15
3. „Winter Wonderland“ – 1:53
4. „Only You“ (с Джеймс Корден) – 3:05
5. „Stay Another Day“ – 3:40
6. „Christmas Wrapping“ (с Иги Поп) – 5:05
7. „At Christmas“ – 3:46
8. „I'm Gonna Be Warm This Winter“ – 2:29
9. „Every Day's Like Christmas“ – 4:13
10. „Wonderful Christmastime“ (с Мика) – 3:42
11. „100 Degrees“ (с Дани Миноуг) – 4:31
12. „Let It Snow“ – 1:56
13. „I Wish It Could Be Christmas Everyday“ – 4:14
14. „White December“ – 3:07
15. „2000 Miles“ – 3:34
16. „Santa Baby“ – 3:22
17. „Christmas Isn't Christmas 'Til You Get Here“ – 3:03
18. „Have Yourself a Merry Little Christmas“ – 3:22
19. „Oh Santa“ – 2:38
20. „Cried Out Christmas“ – 3:44
21. „Christmas Lights“ – 4:06
22. „Everybody's Free (To Feel Good)“ – 2:10

### Френско издание
1. „Night Fever“ – 3:15